# Pom Klementieff

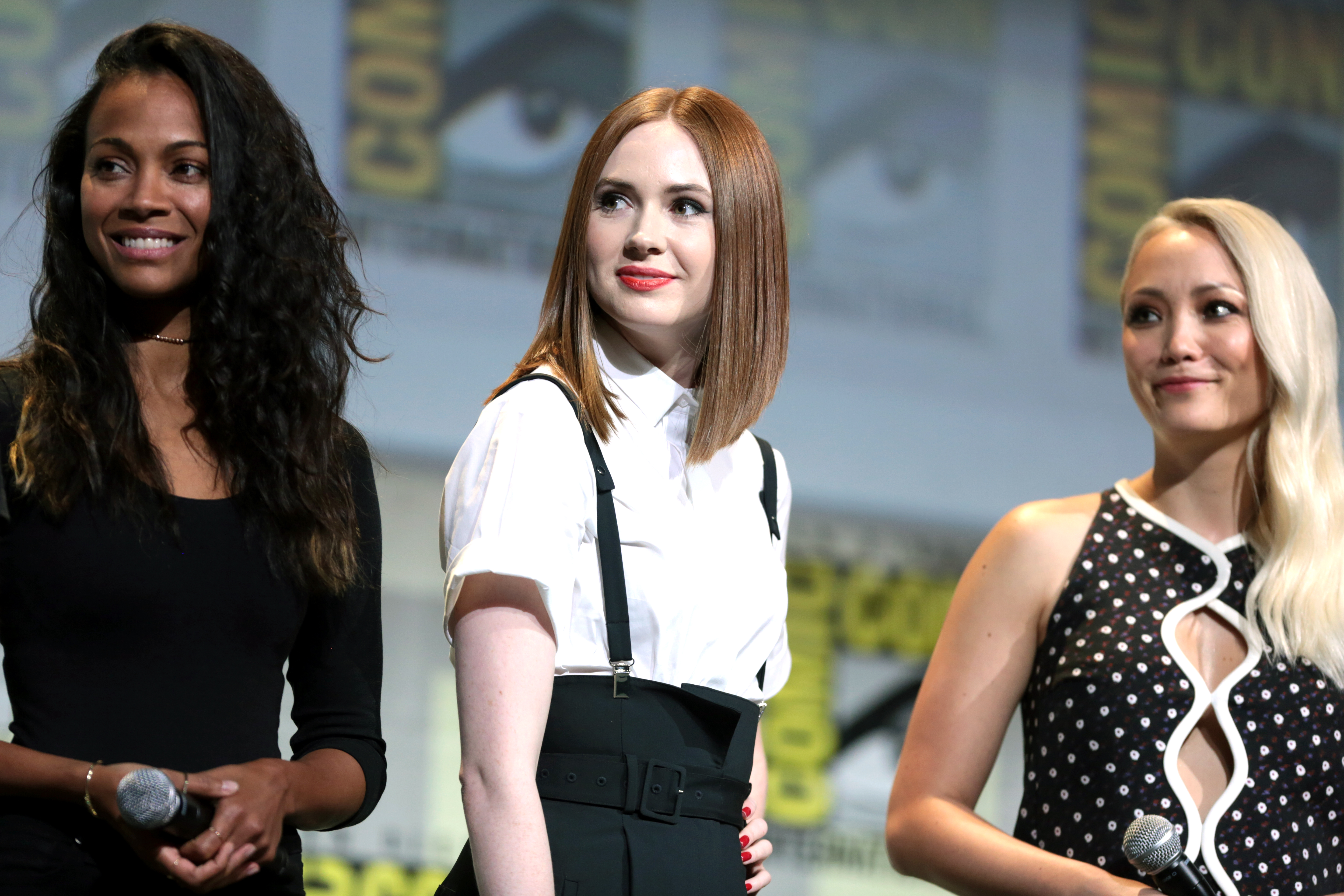
Zoe Saldaña, Karen Gillan i Pom Klementieff - obsada filmu Strażnicy Galaktyki vol. 2 w 2016

Pom Klementieff (ur. 3 maja 1986 w Quebecu) – francuska aktorka, która wystąpiła m.in. w filmach Oldboy. Zemsta jest cierpliwa i Strażnicy Galaktyki vol. 2.
Jej matka jest Koreanką, a ojciec ma francuskie i rosyjskie korzenie.

## Filmografia
| Rok  | Tytuł                                     | Rola                  | Uwagi                |
| ---- | ----------------------------------------- | --------------------- | -------------------- |
| 2007 | Après lui                                 | Emilie                |                      |
| 2008 | The Easy Way                              | NHI                   |                      |
| 2009 | Loup                                      | Nastazya              |                      |
| 2009 | Pigalle, la nuit                          | Sandra                | serial, 8 odc.       |
| 2011 | Borderline                                | Naomi                 |                      |
| 2011 | Sleepless Night                           | Lucy                  |                      |
| 2011 | Delikatność                               | kelnerka              |                      |
| 2011 | Love Lasts Three Years                    | Julia                 |                      |
| 2011 | Silhouettes                               | Valerie               |                      |
| 2012 | Radiostars                                | dostarczycielka pizzy |                      |
| 2012 | Porn in the Hood                          | Tia                   |                      |
| 2012 | À l'ombre du palmier                      | modelka               | krótkometrażówka     |
| 2013 | Paris à tout prix                         | Jess                  |                      |
| 2013 | Oldboy. Zemsta jest cierpliwa             | Haeng-Bok             |                      |
| 2015 | Hacker's Game                             | Loise                 |                      |
| 2015 | Seed                                      | Cat                   | krótkometrażówka     |
| 2017 | Nowość                                    | Bethany               |                      |
| 2017 | Strażnicy Galaktyki vol. 2                | Mantis                |                      |
| 2017 | Ingrid wyrusza na zachód                  | Harley Chung          |                      |
| 2018 | Avengers: Wojna bez granic                | Mantis                |                      |
| 2018 | A. I. Tales                               | Cat                   |                      |
| 2018 | Hacker's Game Redux                       | Loise                 |                      |
| 2019 | Avengers: Koniec gry                      | Mantis                |                      |
| 2019 | Nieoszlifowane diamenty                   | Lexus                 |                      |
| 2019 | Czarne lustro                             | Roxette               | odc. Striking Vipers |
| 2019 | Rodzina Addamsów                          | Layla i Kayla         | głosy                |
| 2020 | Westworld                                 | Martel                | 3 odcinki            |
| 2021 | Thunder Force                             | Laser                 |                      |
| 2022 | Thor: Miłość i grom                       | Mantis                |                      |
| 2022 | Strażnicy Galaktyki: Coraz bliżej święta  | Mantis                |                      |
| 2023 | Strażnicy Galaktyki vol. 3                | Mantis                |                      |
| 2023 | Mission: Impossible – Dead Reckoning      | Paris                 |                      |
| 2025 | Mission: Impossible – The Final Reckoning | Paris                 |                      |